# アオコブホウカンチョウ
アオコブホウカンチョウ（青瘤鳳冠鳥、Crax alberti）は、キジ目ホウカンチョウ科ホウカンチョウ属に分類される鳥類。

## 分布
コロンビア北部固有種

## 全長
全長82.5-92.5cm。翼長オス37.5-42.4cm、メス36.2-38.2cm。全身が光沢のある黒い羽毛で覆われる。尾羽の先端は白い。
オスは腹部と尾羽基部の腹面（下尾筒）が白い羽毛で被われる。嘴は淡黄色や灰白色で、下嘴基部には青い骨質の瘤がある。メスは上面に白い横縞が入り腹部と下尾筒が赤褐色の羽毛で被われる個体（赤色型）と、頭頂に伸長した羽毛の先端が白く、腹部と下尾筒が黒い羽毛で被われ胸部に白い横縞が入る個体（黒色型）がいる。嘴の色彩は黄色。

## 分類
コブナシホウカンチョウC. annulataは本種のオスの幼鳥やメスの黒色型であるとしてシノニムとする説が有力。また飼育下ではホウカンチョウ科の別種と交雑した例があり、本種と別種の雑種が記載された例もある。

## 生態
標高1,200m以下（主に標高600m周辺）の丘陵にある熱帯雨林に生息する。
主に地表で採食を行う。

## 人間との関係
開発による生息地の破壊や乱獲などにより生息数は激減している。アメリカ合衆国では飼育下での繁殖計画が進められ、飼育下繁殖にも成功している。しかし規模が小さい上に、オスの個体数が少ないことから繁殖計画は難航している。